# Mexico Citys katedral
19°26′4″N 99°7′59″V / 19.43444°N 99.13306°V
Mexico bys katedral (spansk: Catedral Metropolitana de la Asunción de María) er den største og ældste katedral i Amerika. Den ligger ved Plaza de la Constitución i Mexico Citys historiske centrum. Katedralen blev påbegyndt i 1573, efter at spanierne havde indtaget Tenochtitlan, og blev bygget oppe på toppen af det som var et helligt sted for aztekerne, lige ved det aztekiske Templo Mayor. Den blev bygget i etaper, og stod færdig i 1813. Stilen er hovedsagelig barok.